# ハイランドソフトウェア
ハイランドソフトウェア（英: Hyland Software, Inc.）は、OnBaseと呼ばれるエンタープライズコンテンツ管理（ECM）とプロセス管理ソフトウェアスイートの開発会社である。
このアプリケーションスイートは、ヘルスケア、金融サービス、保険、政府・自治体、高等教育および製造業で主に使用されている。アメリカのオハイオ州ウェストレイクに本社を置き、ネブラスカ州リンカーン、カリフォルニア州アーバイン、ノースカロライナ州シャーロット、マサチューセッツ州アンドーバー、ユタ州ソルトレイクシティ、フロリダ州タンパ、カンザス州レネックサ、アリゾナ州フェニックス、ブラジルのサンパウロ、イギリスのロンドン、日本の東京、オーストラリアのシドニーおよびメルボルンに事業所がある。

## 会社の歴史

### 創業
ハイランドソフトウェアはPacky Hyland Jr.によって1991年に設立された。Packyは、ネシダー銀行のメンバーと会い、ネシダー銀行のデータ処理について、光学ディスクへ直接日報を格納することによって、電子情報技術が印刷コストをどれだけ削減できるのかについて議論した。Packyは、ハイランドの最初の顧客となったネシダー銀行のために文書管理システムOnBaseの最初のバージョンを考案した。OnBaseはもともと銀行のために作られたので、Hylandの顧客の大多数は銀行業界であったが、2017年現在はヘルスケア提供者もECM技術を利用している。

### 主要人物
ハイランドの創設者Packy Hyland Jr.は、1991年にウィスコンシン州のネシダー銀行のためにOnBaseの最初のバージョンを開発した。2001年までCEOおよび社長を務め、兄弟である A.J. Hyland (2013年に引退)  と Bill Priemer （同社の前最高執行責任者, COO）によって引き継がれた。 Miguel Zubizarreta は、1992年にCTOとして同社に参加し、2016年に引退するまで、OnBase製品ラインの製品開発指導とアーキテクチャの責任者を担当した。Chris Hyland は1992年に入社し2020年に引退するまでCFOとして務めた。 

### Hylandが買収した会社
2006年9月1日：マトリックスイメージング （プライベートECMカンパニー、ミシガン州ブルームフィールドヒルズ、高等教育部門に特化）
2008年7月1日：リバティー情報管理システムズ（IMS）（プライベートカンパニー、カリフォルニア州コスタメサ、ECM企業）
ハイランドは、より大口の顧客とパートナーを獲得するために同社を買収。カリフォルニア州のオフィスはコスタメサからアーバインへ移転し管理されている。
2009年7月1日：Valcoデータシステムズ（プライベートカンパニー、ニューハンプシャー州セーラム、医療系ソフトウェアおよびソフトウェア統合の会社） 
ValcoのソフトウェアはMEDITECH のソフトウェアと統合した。
2010年3月1日：eWebHealth（プライベートカンパニー、マサチューセッツ州レディング、医療記録のワークフローをホストするプロバイダー）
2010年9月1日：ハーシーシステムズ（プライベートカンパニー、カリフォルニア州サンタフェスプリングス、高等教育機関に販売される文書管理システムの独自メーカー）
2010年9月24日：コンピュータシステムズカンパニー株式会社（dba CSCグループ）（プライベートカンパニー、オハイオ州ストロングズヴィル 、医療系ソフトウェアおよび文書変換サービスのプロバイダー) 
2012年8月29日：SIREテクノロジーズ株式会社（プライベートカンパニー、ユタ州ソルトレイクシティ、郡や地方自治体にフォーカスしたソフトウェア開発会社）
2012年12月17日：ECP、Enterprise Consulting Partners (ECP) は、Deltekソフトウェアの顧客向けに業務プロセスを簡素化するソリューションを提供している。Deltekアプリケーションとシームレスに連携し、電子文書ストレージや画像対応のアプリケーションから、Deltekソフトウェアビジネス対応テンプレートソリューションなどの機能を提供している。
2013年2月28日：AnyDocソフトウェア（フロリダ州タンパ、データキャプチャと分類および文書自動作成にフォーカスしたソフトウェア開発会社）
2015年10月13日：LawLogix（アリゾナ州フェニックス、クラウドベースのイミグレーションおよびコンプライアンスソリューションを専門とするソフトウェア会社） 2022年7月EQUIFAXへ売却 
2016年5月9日：AcroSoftエンタープライズコンテンツ管理（ECM）を、Interactive Intelligence, Inc.から買収。両社は、ともに保険市場における特定のニーズに重点を置いたコンテンツおよびプロセス管理に専念している。
2017年7月7日：パーセプティブ ソフトウェア（カンザス州ショーニー郡、会計および財務、人事、契約管理、給与計算、法律およびコンプライアンスなどのバックオフィスプロセスを自動化したビジネスアプリケーションのソフトウェア開発会社）のポートフォリオアセットであるPerceptive Content（以前のImageNow）、Acuo VNA、PACKSGEAR、Claron、Nolij、Saperion、Pallas、Athena、ISYS、Twistageを買収した 
2018年4月2日：ヘルスケア情報テクノロジーソリューションの大手プロバイダーAllscriptsから、OneContent（患者情報の検索や保存およびインデックスする医療コンテンツ管理ソリューション）部門の買収を完了した。これにより、Hyland Softwareのヘルスケアソリューションのコンテンツおよび画像管理ソリューションが補完され、ポートフォリオが強化された。   
2020年2月1日：Learning Machine（ブロックチェーンで保護されたデジタル認証ソリューションを開発、販売する企業） 
2020年2月24日：Streamline Health ECM（レガシーのエンタープライズコンテンツ管理）事業 
2020年10月22日：ALFRESCO（企業レベル規模のコンテンツ管理システムを開発、販売する企業）
2021年4月8日：Nuxeo（オープンソースのコンテンツ管理システムを作成しているソフトウェア会社）

## 製品

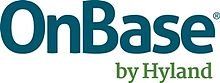
OnBaseロゴ

ハイランドソフトウェアの製品は、OnBaseに代表される、文書管理、ビジネスプロセス自動化、記録管理を統合するECMアプリケーション群である。フォレスターリサーチなどの業界アナリストは、OnBaseの強みであるイメージングやアーカイブ機能といった基本製品であるECM機能に注目している。
OnBase製品はまた、既存の技術からさらに多くの価値を得るために、マイクロソフトや、SAP 、オラクル・コーポレーション  や、ローソンソフトウェア、ガイドワイアと連携するモジュールを提供している。OnBaseは、文書管理とイメージングで2015年Best in KLASに指名された。

## 業種別ソリューション

### ヘルスケア
2011年12月、OnBaseはドラモンドグループから電子医療記録（EHR）モジュールとして有効利用認定（Meaningful Use certification）を取得した。OnBaseは、病院が選択できるECMソリューションとしてAmerican Hospital Association（AHA、米国病院協会）によって推奨されている。

### 米国地方行政（郡）
ウォッシュトノー郡 (ミシガン州) は紙文書を排除するためにECMを使用している。

### 米国高等教育
コロンビア大学は書類管理効率化のためにECMを使用している。

### 製造業、金融業（保険）等
ECMは製造業や保険等の金融業、物流などの業務用ソリューションとして使用されている。

## クラウドサービス

### OnBaseクラウド
ハイランドは、OnBaseクラウドと呼ばれる、OnBaseソフトウェアのSaaS型ソリューション（提供サービス型ソフトウェア）を提供している。このサービスは、ハイランドが伝統的なOnBase製品として提供しているクラウドベースのバージョンであり、アプリケーションはデータセンターでホストされ、インターネット接続を介してアクセスする。

### ShareBase

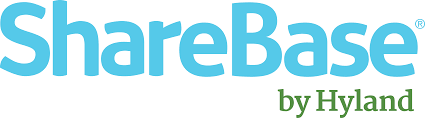
ShareBaseロゴ 日本語外部リンク: https://sharebase.onbase.com/ja-jp/

ハイランドは、2016年からShareBaseと呼ばれるクラウド型のファイル共有製品を提供している。このサービスは、Webブラウザやモバイルなどのデバイスから組織内外のドキュメントの共有を可能にする、企業向けに設計されたクラウド型のエンタープライズファイル共有製品である。ShareBaseはワークフローを介してファイル共有を自動化するといったOnBaseソリューションの拡張が可能である。また、2017年から日本語UIのサービスが開始された。

## 評価
2014年以来、フォーチュン誌で発表される100 Best Companies to Work For (「働きがいのある会社」ランキング100) の1社に選定され、6年連続でランクイン(2019年)。順位は従業員への意識調査をベースとして決定されている。
2017年、 フォレスター・リサーチ社は、Forrester Wave™のECMトランザクションコンテンツサービスレポート（デジタル化、プロセスの自動化、紙の除去が技術投資を推進する中心的な目標の1つであると指摘している）において、ハイランドを次の通り評価した。
    「ECMトランザクションコンテンツサービス」(Q2 2017)
フォレスター社は、現行の製品、戦略、マーケットの存在感を含む28の「ECMトランザクションコンテンツサービス」機能に基づいて、最も影響力のあるソフトウェアプロバイダ13社を評価し、現行の製品で最も高いスコアを獲得したOnBaseの開発元ハイランドをエンタープライズコンテンツマネジメントにおけるリーダーと評価した。

    「ECMビジネスコンテンツサービス」(Q2 2017)
フォレスター社は、ユーザビリティ、顧客成功プログラム、ファイル共有およびコラボレーション機能を含む26の「ビジネスコンテンツサービス」機能に基づいて、ECM業界で最も重要なベンダー15社（調査、分析、スコアリング）を評価し、ハイランドを強力なパフォーマーとして評価した。

2017年、シンガポールの公衆衛生機関シンヘルスの「サプライヤーフォーラム及びサプライヤー認定イベント」で、最優秀賞の「シンヘルス エンタープライズ パートナー賞」を受賞した。シンヘルスでは受賞理由は、ワークフローの最適化とビジネスシステムの変換を容易にし、組織全体の臨床アプリケーションをサポートしてビジネスプロセスを強化した功績と評している。
2019年、Aspire社による、顧客コミュニケーション管理(CCM)業界を視覚化しその能力とビジョンに基づいてベンダーをランキングする、インタラクティブなオンラインツール「Aspire Leaderboard for Business Automation」で、ハイランドが「リーダー」に選定された。
2019年、 フォレスター・リサーチ社は、Forrester Wave™の Enterprise Content Management (ECM) コンテンツプラットフォーム Q3 2019 レポートにおいて、ハイランドをリーダーと認定した。
2021年10月、ガートナー社によるマジック・クアドラント コンテンツサービスプラットフォーム部門で、ハイランドが「リーダー」に選定された。ガートナー社から選定されるのはこれで12年目となる。

2022年4月、ガートナー社によるコンテンツ・サービス・プラットフォーム向け「お客様の声」レポートで「カスタマーズ・チョイス」として表彰された。

2022年8月、GPTW(Great Place to Work)において、2023年版日本における「働きがいのある会社」認定された。

2023年1月、ガートナー社のコンテンツ・サービス・プラットフォーム向けマーケットガイドレポートで代表的なベンダーに選出。

2023年1月、IDC(International_Data_Group子会社)の2022年度世界クラウドコンテンツサービスベンダー評価でリーダーとなる。 

## 企業活動
2019年、ハイランドはアメリカのプロゴルファーザンダー・シャウフェレとのスポンサー契約を締結した。
2021年、ザンダー・シャウフェレ（マスターズ・トーナメント3位）とのスポンサー契約を2023年まで延長した。
2022年、アルファロメオのF1チームORLEN「アルファロメオ・レーシング・オーレン（アルファロメオ・C39）」とパートナーシップを締結。F1ドライバーのValtteri Viktor Bottas（バルテリ・ボッタス）と複数年にわたるパートナーシップに署名した。